# Charles Baissac
Charles Baissac (* 13. September 1831 in Port Louis; † 3. Dezember 1892 in Beau Bassin-Rose Hill) war ein britischer Romanist und Kreolist französischer Sprache und Bewohner der Insel Mauritius.

## Leben und Werk
Baissac war Französischlehrer am Gymnasium von Port Louis auf Mauritius. Er analysierte in der zweiten Hälfte des 19. Jahrhunderts das Kreolische der Insel und sammelte Märchen und Sagen. Seine Schriften wurden in jüngster Zeit neu aufgelegt. Sein Grab auf dem Westfriedhof von Port Louis steht unter Denkmalschutz.

## Werke
- Etude sur le patois créole mauricien, Nancy 1880, Genf 1976, 2011, Sainte-Clotilde 2011.
- Récits créoles, Paris 1884.
- Le folklore de l'île Maurice, Paris 1888, 1967; Le folklore de l'Île-Maurice. Texte créole et traduction française, Quatre Bornes 1998.
- Sirandann sanpek. Zistwar an Kreol = 28 hundred-year-old folk stories in kreol with English translation alongside, Port-Louis 1989.
- Zistoire Prince Sabour et autres contes mauriciens, Quatre Bornes 1995 (zweisprachig französisch und kreolisch).
- Histoire des quatre cloches et autres contes mauriciens, Quatre Bornes 1995 (zweisprachig französisch und kreolisch).
- Märchen aus Mauritius = Ti-zistwar Pei Moris. Zweisprachige Ausgabe. Deutsch und Kreolisch, hrsg. und übersetzt von Walter Sauer, Neckarsteinach 2006.